# مختبر الذكاء الاصطناعي الكمومي
مختبر الذكاء الاصطناعي الكمومي (بالإنجليزية: Quantum Artificial Intelligence Lab) (QuAIL) هو مبادرة مشتركة بين وكالة ناسا وجمعية أبحاث الفضاء بالجامعات وشركة جوجل (على وجه التحديد، ابحاث جوجل Google Research) والتي تهدف إلى إجراء بحث رائد حول كيف يمكن للحوسبة الكمومية أن تساعد في التعلم الآلي وغيرها من مشاكل علوم الحاسوب الصعبة. المختبر مستضاف في مركز أبحاث أميس التابع لناسا.

## تاريخ المختبر
تم الإعلان عن تأسيس مختبر الذكاء الاصطناعي الكمومي بواسطة ابحاث جوجل Google Research  في منشور في مدونة بتاريخ 16 مايو 2013.، حيث انه في وقت الإطلاق، كان المختبر يستخدم الكمبيوتر الكمومي الأكثر تقدمًا والمتوفر تجاريًا، دي واف تو D-Wave Two من شركة أنظمة D-Wave شركة أنظمة D-Wave .، وفي 20 مايو 2013، أُعلن أنه يمكن للأشخاص التقدم لاستخدامه في دي واف تو D-Wave Two في المختبر.
في 10 أكتوبر 2013، أصدرت شركة جوجل فيلمًا قصيرًا يصف الوضع الحالي في مختبر الذكاء الاصطناعي الكمومي. وفي 18 أكتوبر 2013، أعلنت جوجل أنها قامت بدمج فيزياء الكم في ماينكرافت . في يناير 2014، أبلغت شركة جوجل عن نتائج تقارن أداء دي واف تو D-Wave Two في المختبر بأداء أجهزة الكمبيوتر الكلاسيكية. كانت النتائج غامضة وأثارت نقاشا محتدما على الإنترنت. في 2 سبتمبر 2014، أُعلن أن مختبر الذكاء الاصطناعي الكمومي، بالشراكة مع جامعة كاليفورنيا سانتا باربرا، سيطلق مبادرة لإنشاء معالجات معلومات كمومية تعتمد على الإلكترونيات فائقة التوصيل. وفي 23 أكتوبر 2019، أعلن مختبر الذكاء الاصطناعي الكمومي في ورقة بحثية أنه حقق التفوق الكمي.

## روابط خارجية
- الموقع الرسمي
 ناسا
- الموقع الرسمي
 USRA
- الموقع الرسمي
 متصفح الجوجل
- الموقع الرسمي
 Google Quantum AI